# USBフラッシュドライブの機密保護
安全なUSBフラッシュドライブは不正な利用者からのアクセスからそれらに保存されたデータを保護する。USBフラッシュドライブ製品は2000年から市場に存在してきた、そしてそれらの利用者は指数関数的に増加している。消費者と企業はともに需要を増やしたので、製造者は大容量データ記憶容量の高速な装置を生産している。
ラップトップ、ノートブック、携帯情報端末 (PDA)、スマートフォン、USBフラッシュ装置やその他可搬式装置の様な、携帯式の装置の数の増加は仕事での利用で見られる。
事業所の外部へデータを持ち運ぶ装置を利用する従業員によって、安全でないUSBフラッシュドライブに機密データが保存される時に、とりわけ会社は危険に晒（さら）される。顧客のデータ、財務情報、事業計画、その他の機密情報の損失を含めた、そのような情報が引き出された装置を失う結果は、繰り返しの損失の危険の関与をもって著しくなりうる。

## USBドライブにとっての危険要因
USBフラッシュドライブは情報システムの機密保護上の二つの主な問題に向き合う：それらの小ささと可搬性によるデータ漏洩（ろうえい）、そしてコンピューターウイルス、マルウェア、スパイウェアの悪影響によるシステム障害。

### データ漏洩
それらの小さなサイズと低価格に関係するUSBフラッシュドライブの大容量は、注意深い管理と論理的な管理なしにデータを保管のために使うことは、情報の利用性、機密性、集約性にとって深刻な脅威となるかもしれないことを意味する。

### マルウェアによる悪影響
コンピュータウイルス、マルウェア、スパイウェアの黎明期には、移転と感染の基本としてはフロッピィーディスクだった。異なった事務所または異なった人々によって所有される、異なったネットワークにあるかも知れないコンピューター間の転送しばしば使われる、フロッピィーディスクがしたような同じデータとソフトウェアの保存と移転の役割を今日USBフラッシュドライブは果たす。

## 解決策
物理的なドライブの機密保護は損なわれやすい持ち運びやすさの利点なしには保証できない、機密保護管理は基本的に、マルウェアによる実行であるかもしれないような、疑いを招くようなドライブにおける不正な利用者や不正な処理に対して、データをアクセス不能にさせることに専念することである。一つのありふれた対処法は、保存用データの暗号化と、コンピュータウイルス、マルウェア、及びスパイウェアに対する対ウイルスプログラムによる定期的なUSBフラッシュドライブの走査である、けれども他の方法も可能である。

### ハードウェアでの暗号化
幾つかのUSBドライブは、そのUSBドライブ内蔵のマイクロチップが自動的かつ中身が見える様に暗号化を与えるものである、ハードウェアでの暗号化を利用可能にする。幾つかの製造業者らは、そのドライブへアクセスを許可する前に、装置における物理的なキーボードへ導入される或るピン符番を要求するものであるドライブを手がける。これらのUSBドライブの費用は著しくなりうるが、しかしUSBドライブのこの形式の普及促進につれ低減しだす。
ハードウェアシステムは、もし正しい番号の回数よりも多く不正なパスワードが入力されると、そのドライブの記録内容を自動的に上書きする機能の様な、追加の仕様を引き受けるかも知れない。機能性のこの形式は、暗号化されたデータが単純にそのドライブから複写できるので、ソフトウェアシステムでは提供できない。けれども、もし登録された利用者が不測に活動させたり、強力な暗号化アルゴリズムが実質的にそのような機能を阻ませるならば、ハードウェアでの機密保護のこの形式はデータを失う結果になるかも知れない。
ハードウェアによる暗号化で使われる暗号鍵は大抵そのコンピュータの記憶の中には決して保存されない。「技術上」ハードウェアによる解決策は、ソフトウェアを基本としたシステムよりも、「コールドブート」攻撃についての課題が少ない。実際しかしながら、「コールドブート」攻撃は（もし有ったとしても）大した脅威にはならない、基本的に考えれば、当然、機密保護の予兆はソフトウェアを基本としたシステムによってもたらされる。

#### 傷ついたシステム
暗号化されたフラッシュドライブの機密保護は職業的な機密保護会社と同様に個人のハッカーらによって絶えずテストされる。（2010年1月の）時点で安全な状態にあったフラッシュドライブは、その正しいパスワードを知ることなくデータへのアクセスを与える、十分ではないか又は実質的な保安ではない貧弱な設計であったことが発見された。

### ソフトウェアでの暗号化
BitLocker、DiskCryptor、及び普及したVeraCryptのような、ソフトウェアでの解決策は自動的かつ中身が見える様USBドライブの記録内容を暗号化させるのを許す。

## 遠隔管理
最も安全なUSBドライブが使われる、商用の環境では、中央または遠隔管理システムは、有害なデータ洗浄の危険を顕著に引き下げる、IT資産管理の追加の水準をもった仕組みを与えるかも知れない。これには、利用者の最初の展開と継続の管理、パスワード復活、データバックアップ、機密データの遠隔追跡、及び安全なUSBドライブの任意の発布（英: issue）の終了を含められる。そのような管理システムは、インターネット接続が許されているか、又はファイアーウォール・ソリューションの中での、SaaSによって可能である。